# Kiyokazu Kudo
Kiyokazu Kudo (født 21. juni 1974) er en tidligere japansk fodboldspiller.
Han har spillet for flere forskellige klubber i sin karriere, herunder Júbilo Iwata, Avispa Fukuoka og Cerezo Osaka.